# 九龍坑巴士總站
九龍坑巴士總站（英文：Kau Lung Hang Bus Terminus）為香港一個露天路邊車站，位於新界北區大窩西支路近大窩東支路交界。現時有4條巴士路線以此為總站，另有6條巴士路線及1條專線小巴路線途經。

## 歷史
- 1953年9月：第1代九龍巴士15A線投入服務，本站隨即啟用。
- 1968年1月：15A線更改編號為19A；第2代19線投入服務。
- 1973年7月16日：19A線分拆為71、72及73三條路線，其中73線途經此站；同時，19線更改編號為70。
- 1983年5月23日：九龍巴士69線投入服務。
- 1986年4月7日：九龍巴士70X線投入服務。
- 1987年8月9日：69線更改編號為73A。
- 1993年12月28日：過海隧道巴士373線投入服務，途經本站。
- 2007年3月17日：九龍巴士273C線投入服務。
- 2008年12月8日：70線取消[1][2]，由72及73兩線與多條巴士路線提供轉乘優惠取代。九龍巴士271P線亦於同日投入服務[3]。
- 2013年8月24日：70X線取消，九龍巴士74C線亦於同日投入服務。
- 2014年12月29日：九龍巴士74D線投入服務，來往九龍坑及觀塘碼頭，途經香港科學園，每日服務。[4]

## 總站路線資料（巴士）

### 九龍巴士74C線
- 九龍坑 → 觀塘碼頭

### 九龍巴士74D線
- 九龍坑 ↔ 觀塘碼頭

### 九龍巴士271P線
- 九龍坑 → 尖沙咀（廣東道）

2008年12月8日配合九龍巴士70線停辦而開辦本線，週一至六早上繁忙時間服務，不設回程。

### 九龍巴士273C線
- 九龍坑 → 荃灣西站

提供大埔九龍坑、南華甫、泰亨、圍頭村、太和、大埔墟、運頭塘邨往梨木樹、葵涌及荃灣的晨早巴士服務，於2007年3月17日起投入服務，袛於平日早上開出06:55一班。
由於巴士總站沒有掉頭設施，附近亦欠缺食肆、衛生設施，加上巴士總站只為路邊車站，道路狹窄不適宜等候，故74D到達總站後會駛往華明巴士總站稍停一回兒，到接近開出時間才會駛往九龍坑巴士總站。

## 途經路線資料（巴士）

### 九龍巴士73線
- 粉嶺（華明） ↔ 大埔工業邨

由九龍巴士營運的一條路線，提供華明及雍盛苑往來大埔中心18;55-23;55或大埔工業邨的巴士服務。1973年7月16日起分拆自往來上水及佐敦道碼頭的19A線而投入服務至今。

### 九龍巴士73A線
- 粉嶺（華明） ↔ 沙田（愉翠苑）

由九龍巴士營運的一條路線，供上水、聯和墟、粉嶺南、太和、大埔墟往來大埔滘、中文大學、火炭、沙田第一城、圓洲角及愉翠苑的路線。前身為69線，於1983年5月23日起投入服務。1987年8月9日起由69改稱73A後編號一直使用至今。

### 九龍巴士73B線
- 全安路（那打素醫院） ↺ 上水站

### 過海隧道巴士373線
- 粉嶺（聯和墟） ↔ 中環（香港站）

由九龍巴士獨自經營的一條路線，提供上水及粉嶺往來灣仔、中環及上環的繁忙時間特快巴士服務。於1993年12月28日起投入服務。平日上午繁忙時間於上水開出3班（0645、0705、0725）及平日下午繁忙時間於上環開6班（1730、1750、1810、1830、1900、1930）。

### 九龍巴士N73線
- 沙田市中心 ↔ 落馬洲

由九龍巴士營運的一條路線，提供落馬洲、上水及粉嶺南來往太和、大埔墟、源禾路及沙田市中心的通宵巴士服務。於2014年1月18日起投入服務。

### 過海隧道巴士N373線
- 粉嶺（聯和墟） ↔ 中環（港澳碼頭）

由九龍巴士獨自經營的一條路線，提供上水、粉嶺、何文田及九龍塘往來灣仔、中環及上環的通宵過海隧道巴士服務。於2018年8月26日起投入服務。

## 過往途經路線
- 九龍巴士70線 (已取消)
- 九龍巴士70X線 (已取消)

## 站位分布
| 站位分佈       | 站位分佈 | 站位分佈      | 站位分佈 |
| 方向           | 巴士路線（由前至後，分隔用「；」，同一位置用「、」） | 站柱編號      |          |
| -------------- | --- | ------------- | -------- |
| 南行(往大埔區) | 新界區專線小巴502線（往那打素醫院）、73（往大埔）、73A（往沙田）、74C 及 74D（往觀塘）、271P（往尖沙咀）、273C（往荃灣西站）、373（往中環）、N73（往沙田）、N373（往中環） | TA28-S-1100-0 |          |
| 北行(往北區)   | 新界區專綫小巴502線（往粉嶺）、73 及 73A（往粉嶺）、73B（往上水）、74D（終點站）、373（往上水）、N73（往落馬洲）、N373（往粉嶺）                                           | TA28-N-1250-0 |          |

## 未來發展
當局在橋頭路近大窩西支路加建一個公共交通上落客區，屆時或會將巴士總站遷往該處。

## 外部連結
- 九巴（页面存档备份，存于）